# Zinken (Hochschwab)
Der Zinken ist ein 1926 m ü. A. hoher Berg in der Hochschwabgruppe im österreichischen Bundesland Steiermark.

## Lage und Umgebung
Die Hochschwabgruppe ist ein verkarstetes Plateaugebirge mit Hochgebirgscharakter, wie es für den Ostteil der Nördlichen Kalkalpen typisch ist. Die Gipfel werden von einem weiträumigen System von Altflächen (im Zuge der Entstehung der Alpen im Miozän emporgehobene Flächen) umgeben, die in sich meist ein relativ sanft gewelltes Relief aufweisen. An ihren Rändern brechen diese Flächen zu den umgebenden Tälern hin jedoch in schroffen Steilwänden ab. Der von Süden durch das Ilgener Tal weithin sichtbare Zinken ist eine jener Formationen, die aus der kleinteilig zergliederten Südkante des Hochschwab-Plateaus markant aufragen, ehe diese nach Westen zum Sattel bei der Häuslalm abfällt. Südlich unterhalb des Gipfels liegt das tief eingeschnittene Dipperkar. Im Osten bzw. Nordosten grenzen das weite Schönbergkar und eine Hirschgrube genannte Senke den Zinken vom Großen Beilstein und dem Rest des Plateaus ab. Das daran anschließend weiter ansteigende Plateau übertrifft den Zinken bald an Höhe. Zwischen den beiden Karen ragt ein Türndl genannter, knapp 1700 m hoher „Vorberg“ des Zinkens auf. Die südwestliche Abbruch des Zinkens trägt den Namen Hochstein.

## Geologie und Geomorphologie
Der Hochschwab und die ihn westlich umgebende Hochfläche besteht vorrangig aus Wettersteinkalk, dieser ist leicht wasserlöslich und führt damit zu der typischen Verkarstung. Der südwestliche Bereich des Zinken besteht jedoch aus anderen Kalken (s.g. Sonnschien-Formation und Steinalmkalk), die dem Wettersteinkalk auflagern. Unterhalb des Wettersteinkalks befinden sich Schichten aus Werfener Schiefer, die einige Kilometer westlich des Gipfels (etwa im Bereich des Sackwiesensees) ebenfalls zutage treten. Während der Würmeiszeit war das Areal von einem Plateaugletscher bedeckt. Aufgrund geringer Eisbewegung sind die erwähnten Hochflächen nur wenig glazial überprägt. An ihren Randabstürzen und in Steilstufen zwischen den Flächen wurden jedoch Kare gebildet, die mit ihren Felswänden und Schutthalden und mit den zwischen ihnen aufragenden Graten den Hochgebirgscharakter der Gegend prägen.

## Wege
Der Nord-Süd-Weitwanderweg 05, sowie der Nordalpenweg 01 und damit auch die Europäischen Fernwanderwege E6 und E4 führen nördlich des Zinken vorbei, von dort aus kann der Gipfel über einen unmarkierten Steig erreicht werden. Der gängigste lokale Aufstieg beginnt beim Gasthaus Bodenbauer und führt über die Häuslalm von Westen zu dem genannten Steig. Geübte Bergwanderer mit entsprechender Orientierungsfähigkeit im freien Gelände können den Zinken auch durch das Schönbergkar im Osten besteigen.

Ansichten
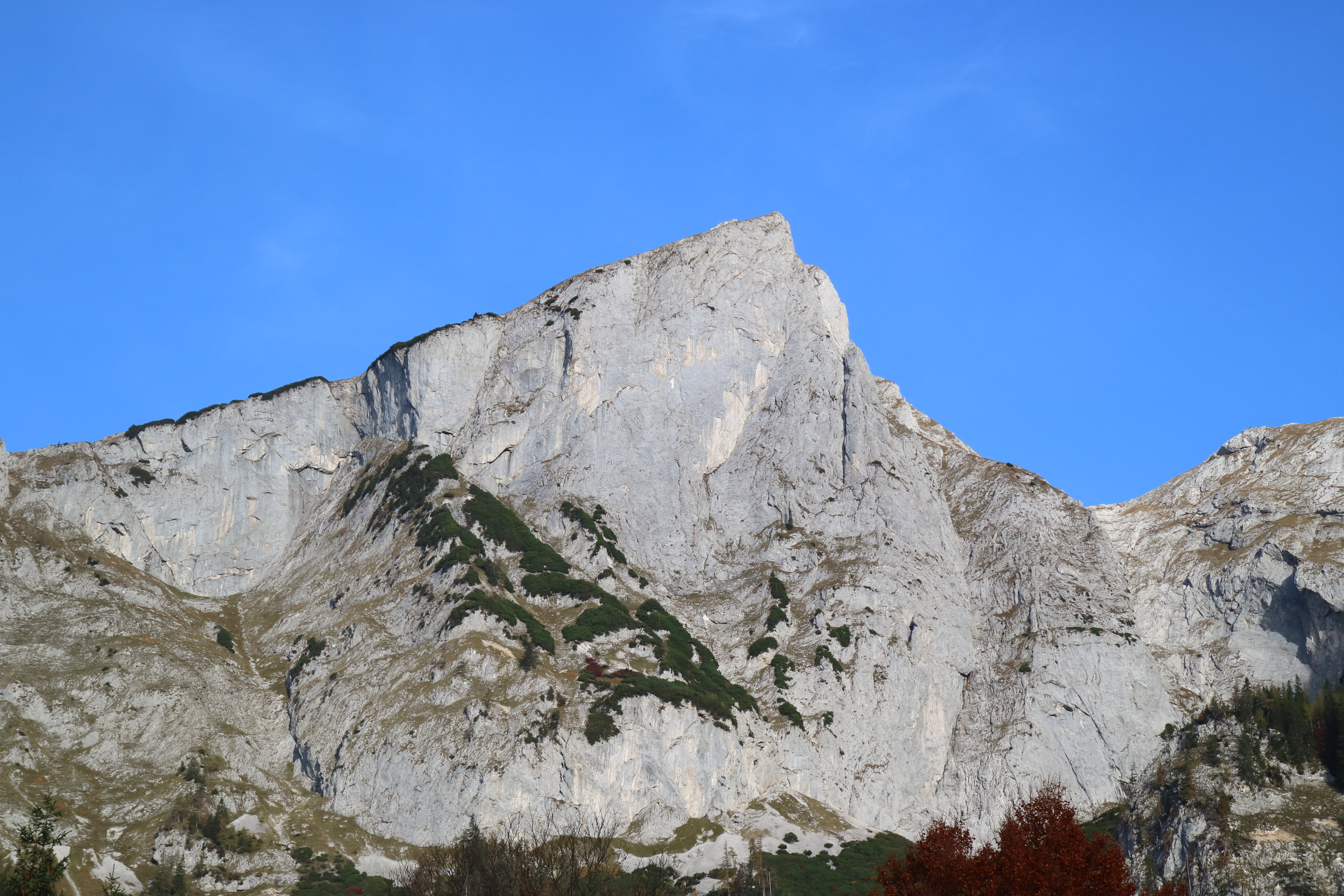
Gipfelaufbau des Zinken
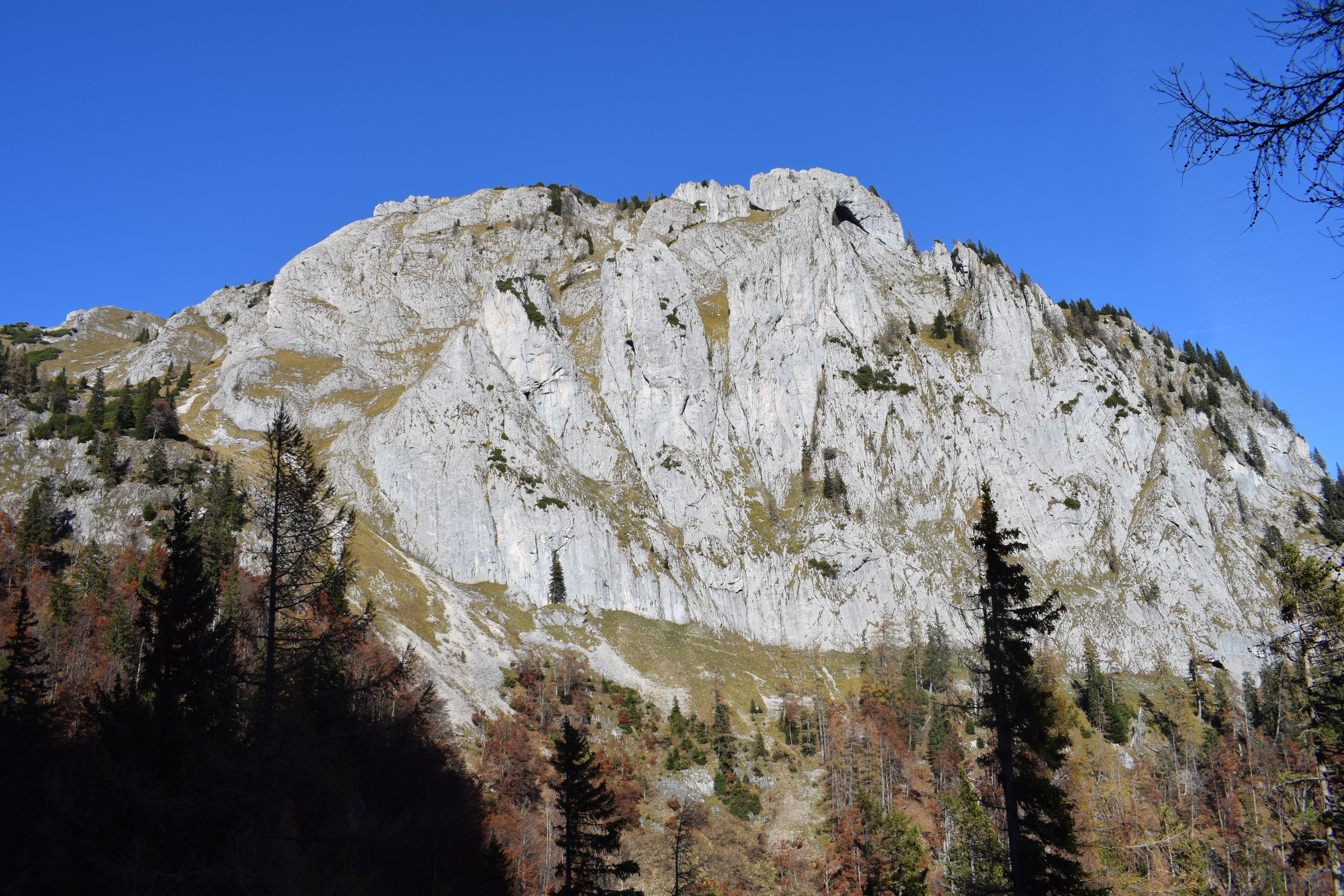
Südwestwand („Hochstein“) des Zinkens
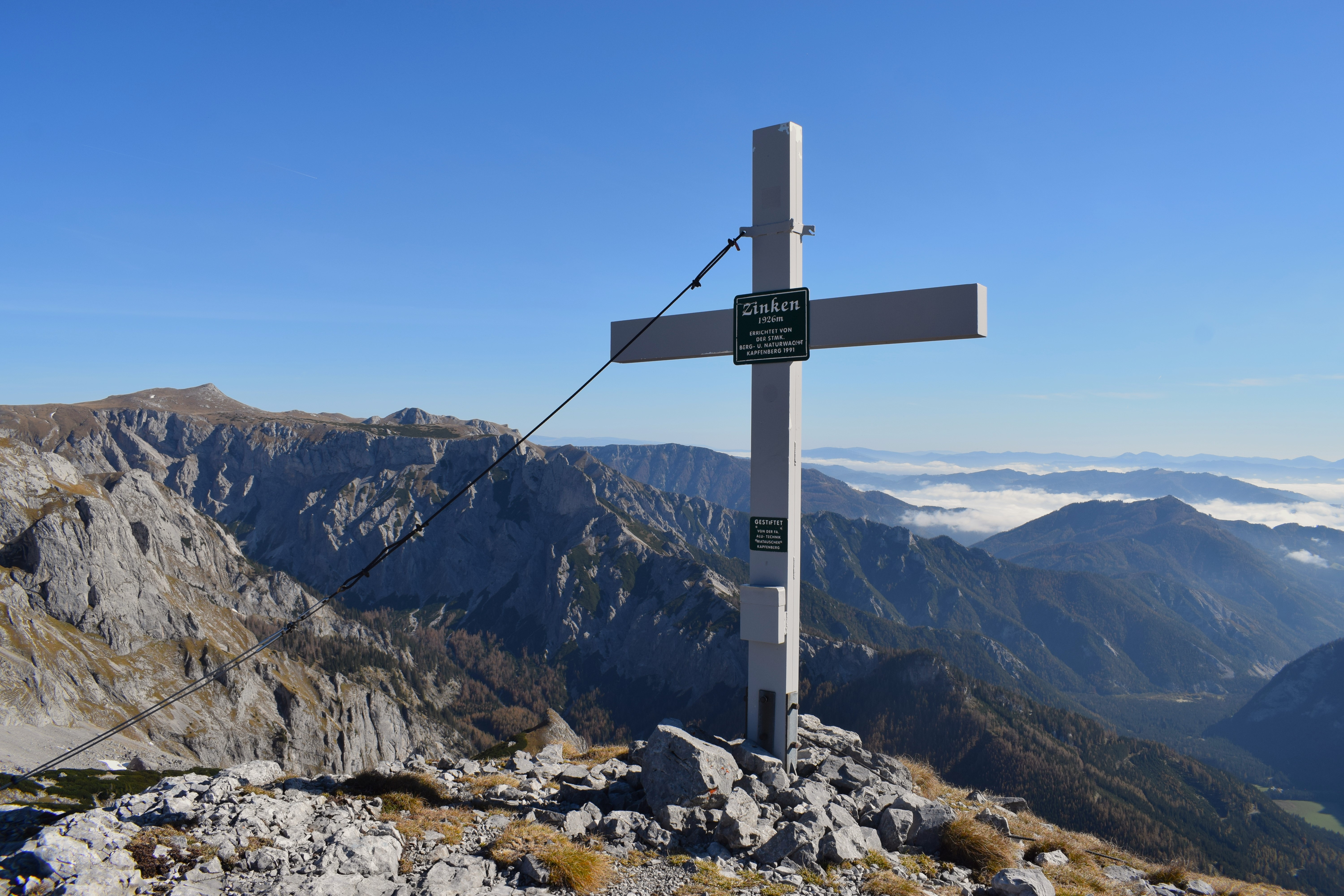
Gipfelkreuz, links hinten der Karlhochkogel
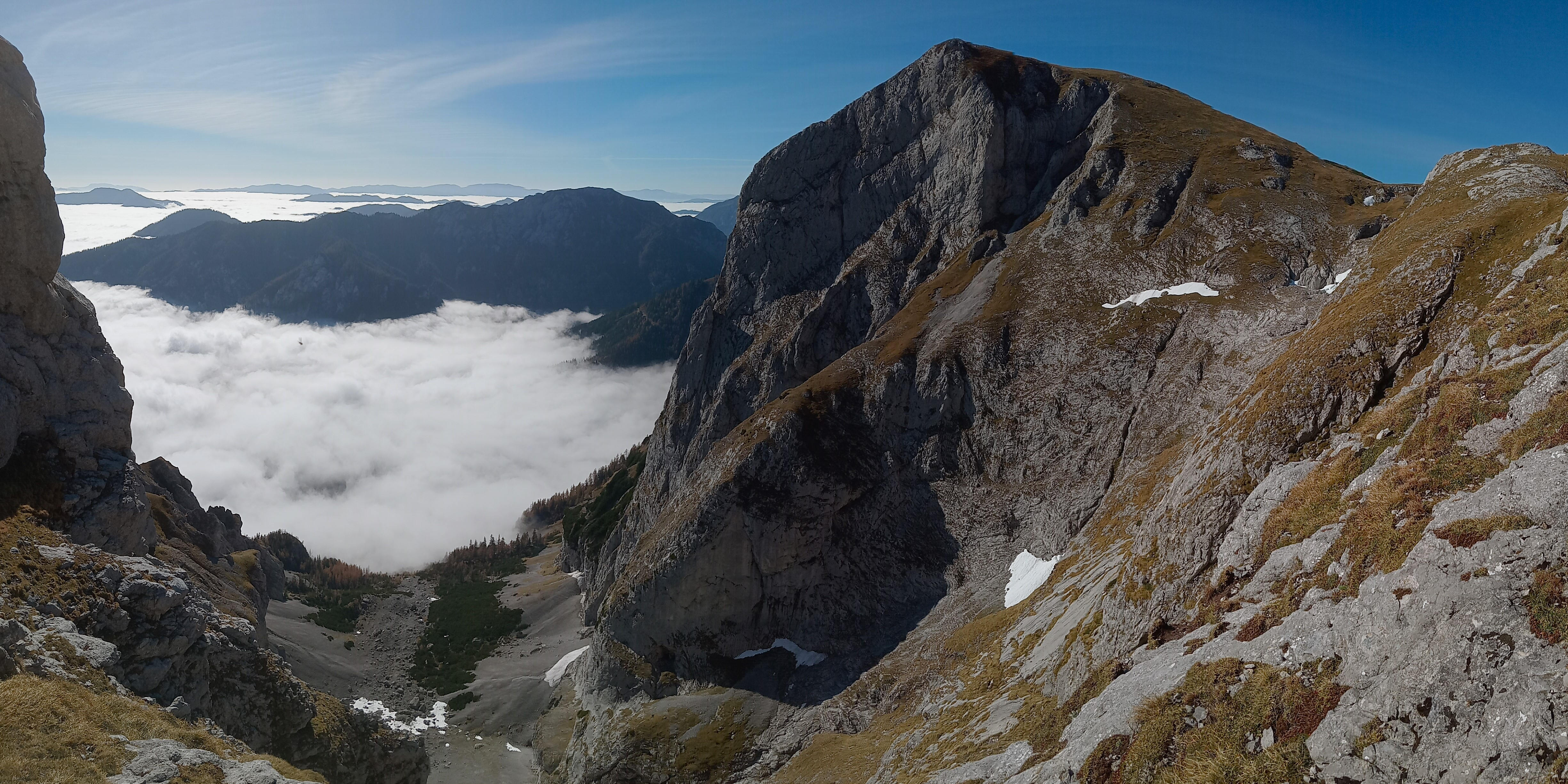
Blick über das Dippelkar nach Südwesten auf den Zinken
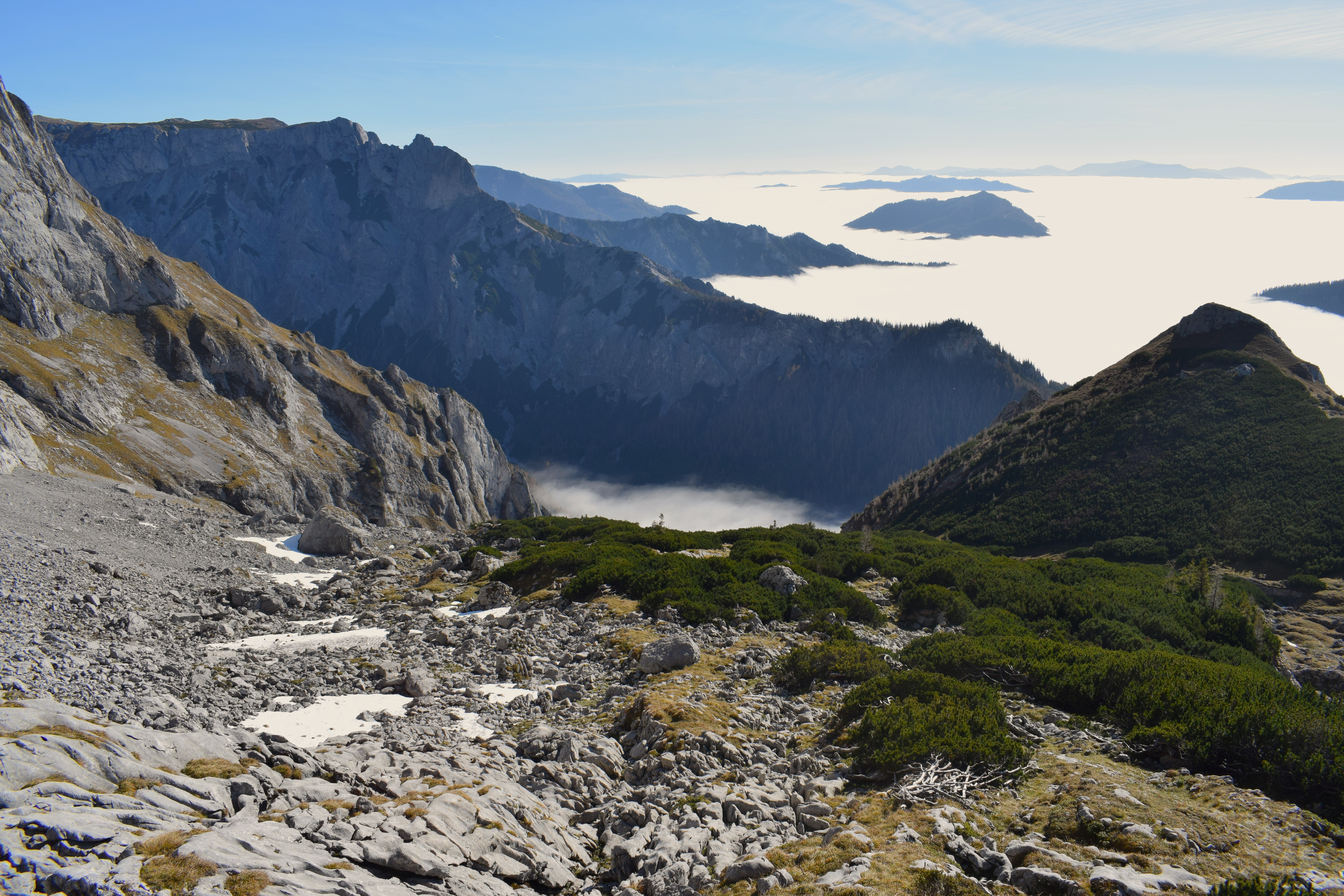
Blick hinab durch das Schönbergkar, auf der anderen Talseite Reidelsteinriedel und Festlbeilstein